# 保田镇
保田镇，是中华人民共和国贵州省六盤水市盘州市下辖的一个乡镇级行政单位。
2015年6月4日，贵州省人民政府批复同意盘县乡镇行政区划调整，新设置的保田镇辖原保田镇、忠义乡地域，镇人民政府驻下保田村。

## 行政区划
保田镇下辖以下地区：
保田社区、上保田村、下保田村、鹅毛寨村、鲁楚坡村、甘河村、阿方村、枯鲁底村、三万底村、冬瓜岭村、打碓窝村、甘塘子村、小河沟村、祭山坡村、五朋村、扯拖村、洒坝村、邱家树林村、茅草坪村和忠义乡。